# Westerode (Duderstadt)
Westerode ist ein westlich gelegener Stadtteil der Stadt Duderstadt im Untereichsfeld im Landkreis Göttingen in Niedersachsen.

## Geografie
Der Stadtteil liegt zwei Kilometer nordwestlich der Duderstädter Innenstadt an der Bundesstraße 446 in Richtung Esplingerode inmitten der Goldenen Mark. Durch den Ort fließt die Nathe, ein Nebenfluss der Hahle. Erhebungen sind in der ansonsten flachen Landschaft der Hörberg (198 m) im Nordwesten und der Euzenberg (286 m) im Süden.

## Geschichte
Westerode wurde im Oktober 1196 erstmals als Westirrod urkundlich erwähnt, wobei der Name wörtlich gemeint ist: eine Rodung im Westen. Erzbischof Konrad I. von Wittelsbach nahm die Güter und Einkünfte des Klosters Weende bei Göttingen unter seinen Schutz, wobei sich darunter auch Zehntrechte in Westerode befanden. Zwar existiert auch eine Urkunde, die eine Erwähnung Westerodes um das Jahr 1189 vornimmt, jedoch erwies sich jenes Dokument bereits im 19. Jahrhundert als Fälschung. Allerdings ist es möglich, dass die verfälschte Urkunde, die nur abschriftlich erhalten ist, jener aus dem Jahr 1196 als Vorlage diente. Die Verfälschung wird nicht zuletzt dadurch kenntlich, dass in der Urkunde der Vogt Hermanus de Grona aufgeführt wird, der in einer anderen Urkunde, die auf den 4. April 1242 datiert ist, als Zeuge einer Schenkung Ottos von Plesse an den Deutschen Orden in Bilshausen miles Henricus de Westerot genannt wird. Der erste Pfarrer wird 1261, in der Person des Luderus sacerdos in Wesderrod, erwähnt. Gegen Ende des 13. Jahrhunderts wird allmählich ein gewisser Einfluss des Klosters Pöhlde bemerkbar, die zunächst 1278 einen Zehnten des Duderstädters Wernher von Seulingen kauften und zusätzlich einen weiteren der beiden Brüder Johannes und Wernherus de Westerodt erhielten. Durch den Verzicht des Ritters Heinrich von Rinne stand dem Kloster ab April 1295 das Patronatsrecht über die Westeröder Kirche zu, bevor sie 1301 dem Kloster einverleibt wurde.
Der Ort war von 1432 bis 1807 eines der elf Ratsdörfer der Stadt Duderstadt. Ihm war es zu Abgaben in Form von Diensten und Naturalien verpflichtet. Die Arbeiten sahen vor, dass die dienstpflichtigen Hintersattler ohne Zugvieh das Heu beim Einfahren von der großen Musewiese harkten mussten. Die notwendigen Wagen hatte die Gemeinde zu stellen. Als Entlohnung standen den Hintersattlern eine Kanne Bier (ca. 2 Liter) sowie 2 Kringel zu. Die spanndienstpflichtigen Bauern standen in der Verpflichtung, Kieselsteine aus der Oder bei Herzberg heranzufahren und Deputatsholz für die städtischen Förster, die Kirchen- und Schulbediensteten, Turm- und Nachtwächter sowie den Vogt zu transportieren. Weiterhin halfen die Spanndienstpflichtigen den Hintersattlern bei der Einfahrt des Heus, indem sie Wagen zur Verfügung stellten. In den Abgaben findet sich der Satzhafer wieder, zu dessen Auslieferung, ab dem Ende des 15. Jahrhunderts, jedes Rats- und Kespeldorf der Stadt Duderstadt verpflichtet war. Dabei handelte es sich um eine bestimmte Menge an Hafer, welches als Futter für die Pferde des städtischen Marstalls vorgesehen waren. Dazu kam noch ein geringer Betrag für die Unterhaltung der Knicks, der äußersten Verteidigungslinie der Stadt.
In den Kriegen des 17. und 18. Jahrhunderts erlitt Westerode Plünderungen und hohe Kontributionszahlungen; es wurde zu Zwecken der Einquartierung des Militärs herangezogen. So steuerte der Ort 1636 118 Reichstaler, 29 gute Groschen sowie 13 Pfennige zur städtischen Kontribution Duderstadts bei. Als 1645 der schwedische General Königsmarck gegen Duderstadt abermals Zahlungsforderungen geltend machte, die sich auf insgesamt 17½ Malter Korn, 6 Malter Gerste, 22 Malter Hafer, 10½ Fässer Bier und 1490 Pfund Fleisch beliefen, war Westerode abermals angehalten, auch seinen Teil dazu beizutragen. Auch nach dem Ende des Dreißigjährigen Krieges erlebte der kleine Ort weitere Durchzüge von verschiedenen Armeen. So kamen 1675 bis 1677 und 1705 hannoversche und brandenburgische Regimenter nach Westerode, das die Kosten für die Einquartierungen der Truppen zu tragen hatte. 1675 belief sich der Betrag auf 1340 Reichstaler, 2 gute Groschen und 8 Pfennige.
Am 1. Februar 1971 wurde Westerode in die Stadt Duderstadt eingegliedert.

### Einwohnerentwicklung
Entwicklung der Einwohnerzahl in Westerode:
| - 1567: 135 Einwohner - 1645: 25 Einwohner - 1670: 165 Einwohner - 1744: 231 Einwohner - 1782: 283 Einwohner - 1824: 360 Einwohner | - 1893: 418 Einwohner - 1919: 493 Einwohner - 1933: 559 Einwohner - 1950: 902 Einwohner - 1980: 828 Einwohner |

## Politik

### Ortsrat
Der Ortsrat setzt sich aus neun Ratsfrauen und Ratsherren zusammen.
- CDU: 5 Sitze
- Wählergemeinschaft Duderstädter Bürger (WDB): 4 Sitze

(Stand: Kommunalwahl am 12. September 2021)

### Wappen
Das Wappen wurde am 5. Dezember 1950 genehmigt.
Das Wappen zeigt eine goldene Eule, welche aus dem linken Schildrand herauswächst und auf einem schwarzen, erniedrigten Schildfuß sitzt, aus dem blauen Hintergrund herausschaut. Unten rechts befindet sich zudem ein sechseckiger silberner Stern. Durch das Tier als Symbol Westerodes werden die Einwohner auch die „Uhlen“ (Eulen) genannt. Außerdem spielt die Eule auf den nahen Euzenberg an.

## Wirtschaft und Infrastruktur
Durch den Ort verlief seit 1889 (Bauzeit: 1886–1889) die Bahnstrecke Leinefelde–Duderstadt–Wulften. Der Personenverkehr wurde 1974, der Güterverkehr Mitte der 1990er Jahre eingestellt. Ab 1907 verband die Gartetalbahn, eine Schmalspurbahn, deren Betrieb 1934 eingestellt wurde, die Kreisstadt Duderstadt mit der Nachbarstadt Göttingen; Westerode hatte während dieser Zeit einen zweiten Bahnhof am südwestlichen Ortsrand.
Die Ortschaft war bis 1965 vorwiegend von der Landwirtschaft geprägt. Große Bedeutung erhielt jedoch die 1885 gegründete Ziegelei, welche bis 1974 aktiv war und anschließend den Betrieb einstellte. Ähnliche Bedeutung trug die Molkerei, welche 1934 gegründet und 1991 geschlossen wurde. Ferner spielte der Tabakanbau in Westerode eine bedeutende Rolle, welcher bereits 1660 in Duderstadt eingeführt wurde. In Westerode schlossen sich die Anbauer 1919/1920 zur „Tabakverwertungsgenossenschaft Untereichsfeld GmbH“ zusammen, wobei sich dieser die umliegenden Gemeinden des Untereichsfeldes in der Folgezeit anschlossen. In der Zeit von 1920 bis 1936 steig die Zahl der Tabakpflanzer in Westerode von 82 auf knapp 100 an, die Anbaufläche erweiterte sich in der gleichen Zeit von 31,5 auf 39,6 Morgen, 1950 betrug diese gar 56 Morgen. Erst eine 1954/1955 auftretende Pilzkrankheit machte den weiteren Tabakanbau im Eichsfeld zunichte. Im Jahr 1995 existierten im Ort insgesamt 11 Handwerksbetriebe, drei Handelsbetriebe, ein Gemüseanbaubetrieb sowie zehn Landwirtschaftsbetriebe.

## Sehenswürdigkeiten

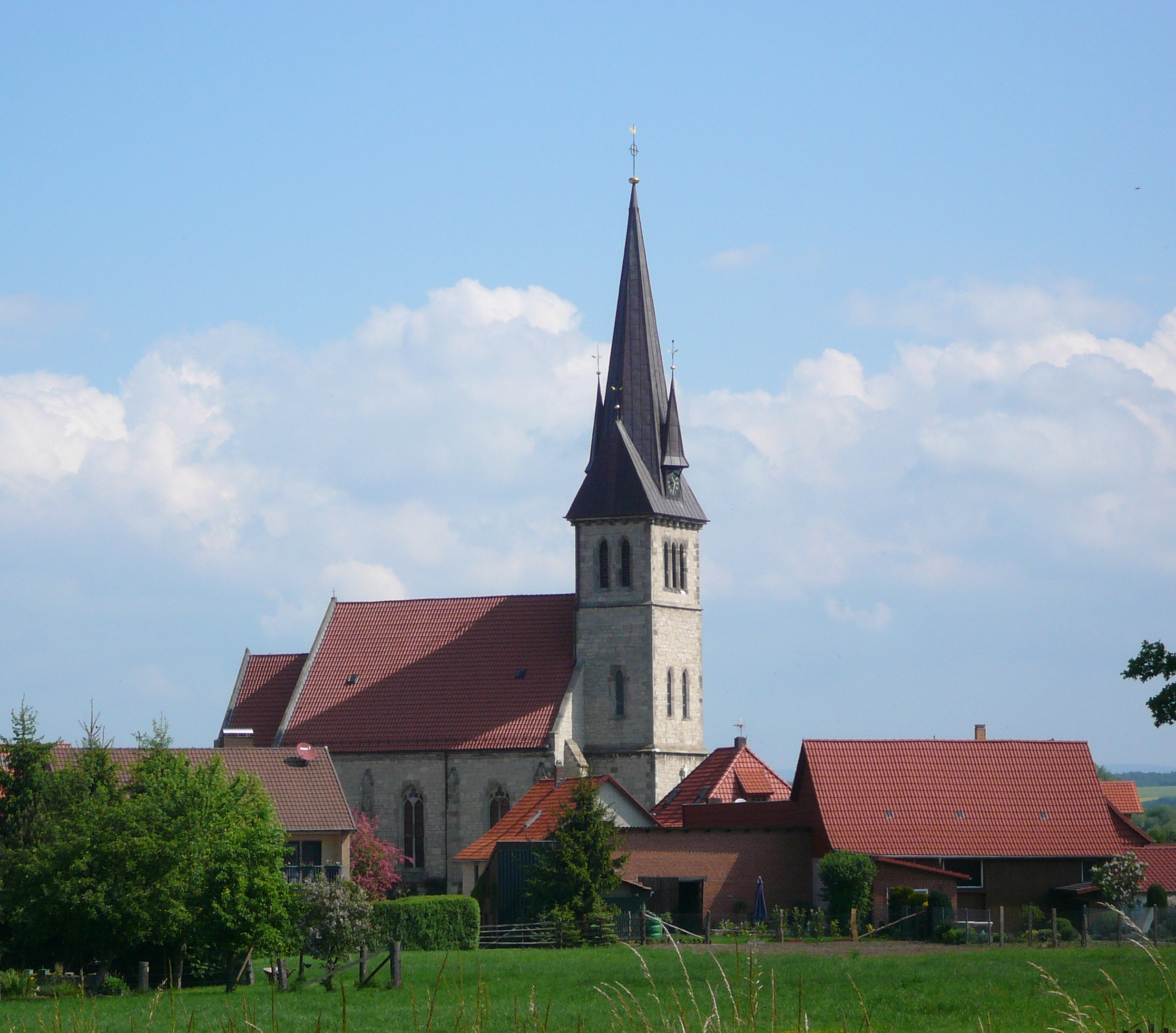
Westerode mit der Kirche St. Johannes Baptist

### Katholische Kirche St. Johannes Baptist
Die katholische Kirche St. Johannes bildet einen Nachfolgebau der 1714 erbauten und 1899 abgerissenen Barockkirche. Sie präsentiert sich mit einer neugotischen Halle mit niedriger gelegenem Chor sowie einem wimperbekrönten Eingang in der Turmfassade. Weiterhin fallen an ihrer Außenseite kleine Schottersteine an der Fugenvermörtelung der hellen Sandsteinwände auf. Im Innenraum spannt sich ein Kreuzrippengewölbe über drei Joche des Langhauses und ein Chorjoch. Je zwei Rundsäulen, kurz vor die Seitenwände gesetzt, bilden die Arkaden, welche den Raum in Haupt- und Nebenschiffe unterteilen. Ein großes, dominantes Maßwerkfenster hinter dem neugotischen Schnitzaltar im Chor aus der Erbauungszeit der Kirche bestimmt das weitere Aussehen des Kircheninnenraums. Es trägt Darstellungen der Dreifaltigkeit in Begleitung der Heiligen Elisabeth und Johannes.
Im Jahr 1938 lieferte die Glockengießerei Otto aus Hemelingen/Bremen zwei Bronzeglocken, die jedoch im Zweiten Weltkrieg beschlagnahmt und eingeschmolzen wurden. Das Geläut wurde 1959 durch zwei Otto-Glocken erneuert. Die Glocken erklingen mit den Tönen g und c; sie haben die Durchmesser 1020 mm und 764 mm.
Seit dem 1. November 2014 gehört die Kirche zur Pfarrei St. Cyriakus mit Sitz in Duderstadt.

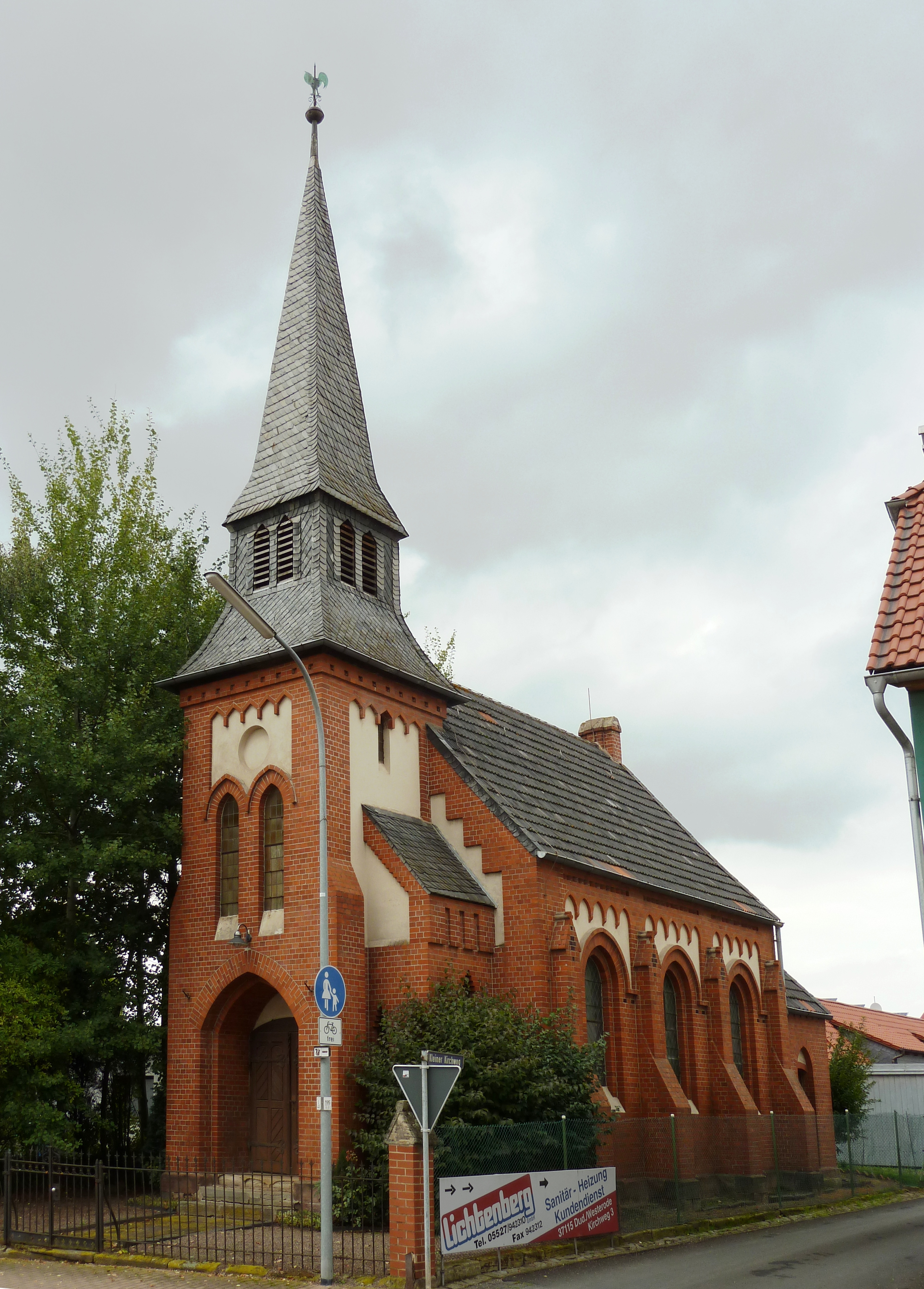
Evangelische Kapelle

### Ehemalige evangelische Kapelle
Die evangelische Kapelle, ein neugotischer Backsteinbau mit spitzgedeckten Turm und eingezogenem Chor, welche im Jahre 1901 vom hannoverschen Architekten Otto Bollweg erbaut wurde, bildete die zweite Kirche in Westerode. Eine Auffälligkeit des Chores ist sein 4⁄6-Schluss, der außen eine Spitze und innen eine fensterlose Mittelachse bildet. Auf kleinster Fläche sind die Fassaden plastisch und reich gegliedert, so zeigen sie mehrfach getreppte Einfassungen der drei Langhausfenster mit darüber tiefgelegten, hellverputzen Flächen in Blendbogenform, friesartige Steinlagen, Muster aus Glasursteinen, Kreuzblumen aus zylindrischen Formsteinen, die sich auf den Strebepfeilern befinden, sowie profiliertes backsteinernes Stabwerk an den Chorfenstern. Auf eine andere Weise präsentiert sich jedoch der Innenraum der Kapelle, der eher einfach gestaltet ist. Die Ausmaße des Langhauses betragen lediglich in seiner Länge 10 m und in der Breite 6 m. Es wird von einer offenen Dachkonstruktion mit Zierhölzern Hängewerkkonstruktion überfangen. Helle Sandsteinkonsolen tragen die Rippen des niedrigen Chorgewölbes. Altar und Lesepult stammten von den Gebrüdern Stoffregen aus Hannover.
Nachdem in der Kapelle seit 1993 keine regelmäßigen Gottesdienste mehr stattgefunden hatten, erfolgte im April 2017 ihre Entwidmung. Sie wurde 2018 an Private verkauft, 2019–2020 instand gesetzt und wird seither als täglich geöffneter, überkonfessioneller Andachtsraum genutzt.

### Christus-König-Turm (Euzenbergturm)
Am 31. Oktober 1926 wurde das auf dem Euzenberg befindliche Monumentalkreuz eingeweiht. Das Monumentalkreuz ist eine frühe Stahlbetonkonstruktion mit einem Umgang, von dessen Galerie man einen Blick über das Untereichsfeld, die Bergzüge des Obereichsfelds sowie den Harz erhält. Das Kreuz wird bekrönt von einem dreifachen Doppelkreuz (Papstkreuz). Stifter war der aus Nesselröden stammende Bernward Leineweber (1861–1927), der als „Eichsfelder in der Fremde“ Unternehmer in Berlin war und zur Erinnerung an seinen Heimatort das Kreuz errichten ließ.